# Бряково (Тверская область)
Бряково — деревня в Удомельском городском округе Тверской области.

## География
Деревня находится в северной части Тверской области на расстоянии приблизительно 10 км на юго-запад по прямой от железнодорожного вокзала города Удомля на южном берегу озера Пальцево.

## История
Известна с 1545 года. В 1859 году владение помещика Грен. Дворов (хозяйств) в ней было 6 (1859), 14 (1886), 7 (1911), 19 (1958), 9 (1986), 7 (2000). В советское время работали колхозы «Красный Трудовик». им. Молотова и «Рассвет». До 2015 года входила в состав Удомельского сельского поселения до упразднения последнего. С 2015 года в составе Удомельского городского округа.

## Население
Численность населения: 37 человек (1859 год), 71 (1886), 41 (1911), 46 (1958), 18 (1986), 12 (русские 100 %) в 2002 году, 16 в 2010.